# 류옌둥
류옌둥(유연동, 劉延東, 1945년 11월 ~, 난퉁 시)은 중화인민공화국의 정치인이다. 제17기, 제18기 중국 공산당 중앙 정치국 위원이자, 전 (前) 중국 공산당 중앙통일전선공작부 부장 (2002년 ~ 2007년)이다.
장쑤성의 난퉁 시 출신으로, 1964년 중국 공산당에 가입했다. 1970년 칭화 대학에서 화학공학과를 졸업했으며, 1998년 지린 대학에서 정치학 이론 전공으로 정치학 박사학위를 받았다. 시진핑 중국 총서기의 학과 선배로 대학을 나오기도 했다. 1981년 베이징 시 차오양 구 부서기, 1982년부터 1991년까지 공청단 상무 서기 등을 지냈으며, 1991년부터 1995년까지 중화 전국청년연합회 주석. 후진타오 집권 이후로 중국의 주요 여성 지도자로서 주목을 받았다. 1995년 통일전선부 부부장이 되었으며, 2002년 통일전선부 부장으로 승진하였다.
2005년, 제16기 오중전회(五中全會)에서는 류옌둥이 천량위 전 서기의 후임으로 상하이시 서기 후보에 거론되기도 했다. 2007년 중국공산당 중앙정치국 위원이 되었으며, 같은 해 통일전선공작부 부장직을 거쳐, 2008년부터 교육, 과학 기술, 문화, 미디어, 체육 분야의 국무위원, 2013년부터 같은 분야를 담당하는 중국 국무원 부총리로 재직하고 있다.